# Sekond
Sekonder är också en boxares assistenter.
En sekond (från engelskans Second in command) är fartygschefens ställföreträdare och närmaste man ombord på ett större örlogsfartyg. Svenska förkortningen är S medan befattningen på engelska skrivs ut som XO. 
Sekonden kan vara vaktfri beroende på nation och storlek på fartyg. På fartyg där fartygschefens ställföreträdare förrättar sjövakt, benämnes denne istället förste officer (1.O). Inom sekondens ansvarsområde faller i regel den inre tjänsten. Den motsvarande titeln på handelsfartyg är styrman eller överstyrman (beroende på fartygets storlek).